# Завадка (ґміна)
Ґміна Завадка — колишня (1934–1939 рр.) сільська ґміна Турківського повіту Львівського воєводства Польської республіки. Центром ґміни було село Завадка.
Ґміну Завадка було утворено 1 серпня 1934 р. у межах адміністративної реформи в ІІ Речі Посполитій із дотогочасних сільських ґмін: Багновате, Довжки, Криве, Молдавсько, Мита, Росохач, Риків, Сухий Потік, Задільсько і Завадка.